# Paletó

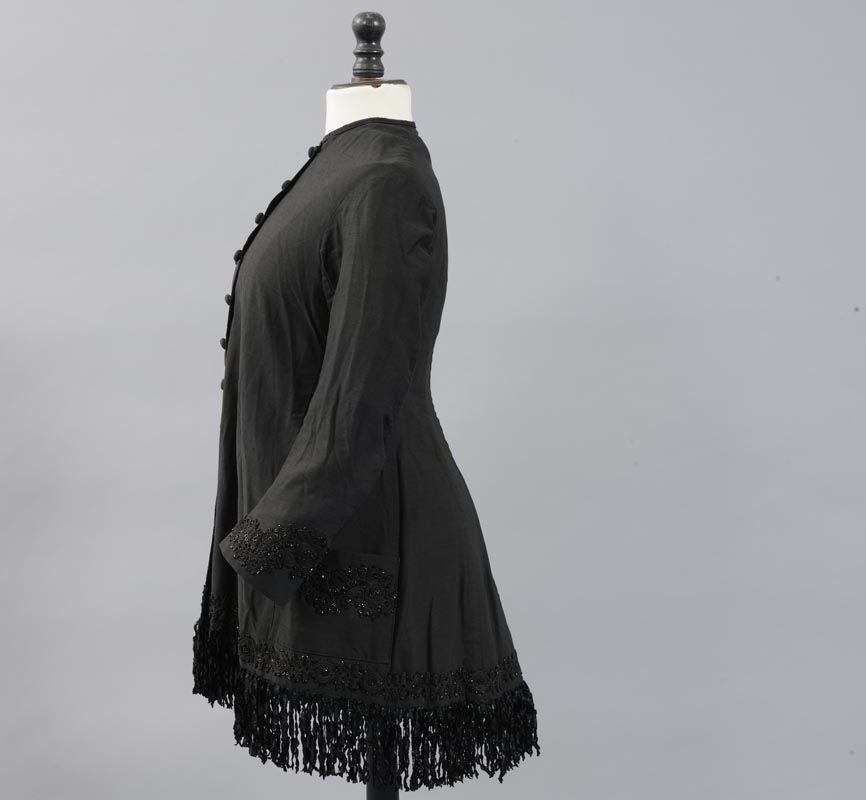
Ejemplo de un Paletó para mujeres de los años 1880. Encontrado en los museos departamentales de Haute-Saône

Paletó (del francés paletot) es una especie de indumentaria del tipo levita, generalmente un poco más larga y holgada que las comunes que suele llevarse sobre el frac, levita, etc. Puede ser confeccionado de franela, de tweed, y en colores negro, o azul marino.
Se ha defendido que el término paletó sea de origen español derivado del latín palla, especie de capa o sobretodo y de toc, que en bretón significa capilla o capucho que en un principio iba unido a él. Otros creen que se deriva de un vestido o traje militar que se usó en la Edad Media.
Un día fue el traje de los lacayos y también de los marinos hasta que suprimido el capucho y reformado algún tanto, paró en ser traje de moda, una especie de levita.
En Venezuela se popularizó la palabra pronunciada como paltó, y se le designa al saco o flux que acompaña al pantalón de vestir o falda, para formar el Traje de vestir formal, masculino o femenino, que generalmente, está confeccionado con la misma tela ambas piezas.